# Big East Conference (pallavolo, 1982-2012)
La Big East Conference fu una conference di pallavolo femminile affiliata alla NCAA Division I, la squadra vincitrice accedeva di diritto al torneo NCAA.

## Storia
La Big East Conference inizia a sponsorizzare la pallavolo femminile 1982, tre anni dopo la sua nascita. I primi otto programmi di pallavolo ad affiliarsi fin dal suo primo anno di attività sono il Boston College, la Connecticut, la Georgetown, la Pittsburgh, il Providence, la Seton Hall, la Syracuse e la Villanova.
Si tiene per l'ultima volta all'interno dell'annata sportiva 2012-13, dopo la quale tutti i programmi di pallavolo a essa affiliati migrano verso altre conference: la maggior parte dà vita alla neonata Big East Conference, altri emigrano verso l'atra neonata American Athletic Conference e i restanti si affiliano alla Atlantic Coast Conference. Il programma più titolato alla dissoluzione della conference è la Pittsburgh, con undici affermazioni.

## Ex membri

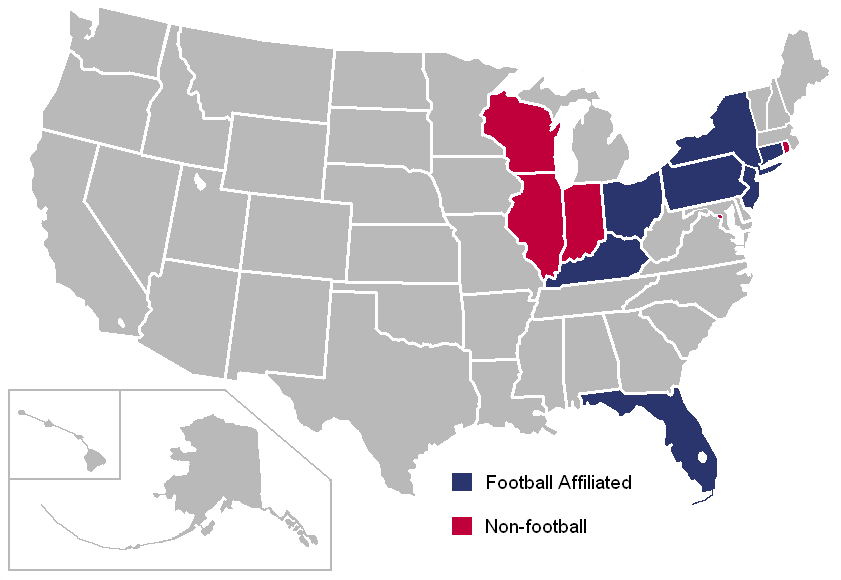

| College         | Ingresso | Uscita |
| --------------- | -------- | ------ |
| Providence      | 1982     | 1992   |
| Boston College  | 1982     | 2004   |
| Connecticut     | 1982     | 2012   |
| Georgetown      | 1982     | 2012   |
| Pittsburgh      | 1982     | 2012   |
| Seton Hall      | 1982     | 2012   |
| Syracuse        | 1982     | 2012   |
| Villanova       | 1982     | 2012   |
| St. John's      | 1994     | 2012   |
| West Virginia   | 1995     | 2011   |
| Notre Dame      | 1995     | 2012   |
| Rutgers         | 1995     | 2012   |
| Virginia Tech   | 2001     | 2003   |
| Miami (Florida) | 2002     | 2003   |
| Cincinnati      | 2005     | 2012   |
| DePaul          | 2005     | 2012   |
| Louisville      | 2005     | 2012   |
| Marquette       | 2005     | 2012   |
| South Florida   | 2005     | 2012   |

## Albo d'oro
| Anno          | Podio      | Podio           | Podio |
| Campione      | Seconda    | Terza           |       |
| ------------- | ---------- | --------------- | ----- |
| 1982 Dettagli | Pittsburgh | Georgetown      | -     |
| 1983 Dettagli | Providence | Pittsburgh      | -     |
| 1984 Dettagli | Pittsburgh | Providence      | -     |
| 1985 Dettagli | Providence | Pittsburgh      | -     |
| 1986 Dettagli | Pittsburgh | Providence      | -     |
| 1987 Dettagli | Providence | Georgetown      | -     |
| 1988 Dettagli | Pittsburgh | Syracuse        | -     |
| 1989 Dettagli | Pittsburgh | Syracuse        | -     |
| 1990 Dettagli | Pittsburgh | Georgetown      | -     |
| 1991 Dettagli | Pittsburgh | Syracuse        | -     |
| 1992 Dettagli | Pittsburgh | Providence      | -     |
| 1993 Dettagli | Pittsburgh | Seton Hall      | -     |
| 1994 Dettagli | Pittsburgh | Seton Hall      | -     |
| 1995 Dettagli | Notre Dame | Pittsburgh      | -     |
| 1996 Dettagli | Notre Dame | Pittsburgh      | -     |
| 1997 Dettagli | Notre Dame | Villanova       | -     |
| 1998 Dettagli | Notre Dame | Georgetown      | -     |
| 1999 Dettagli | Georgetown | Notre Dame      | -     |
| 2000 Dettagli | Notre Dame | Rutgers         | -     |
| 2001 Dettagli | Notre Dame | Georgetown      | -     |
| 2002 Dettagli | Notre Dame | Miami (Florida) | -     |
| 2003 Dettagli | Pittsburgh | Notre Dame      | -     |
| 2004 Dettagli | Notre Dame | Pittsburgh      | -     |
| 2005 Dettagli | Notre Dame | Louisville      | -     |
| 2006 Dettagli | Louisville | Notre Dame      | -     |
| 2007 Dettagli | St. John's | Louisville      | -     |
| 2008 Dettagli | Louisville | Notre Dame      | -     |
| 2009 Dettagli | Louisville | Cincinnati      | -     |
| 2010 Dettagli | Louisville | Cincinnati      | -     |
| 2011 Dettagli | Cincinnati | Notre Dame      | -     |
| 2012 Dettagli | Louisville | Marquette       | -     |

## Palmarès
| Squadre    | Titoli | Stagioni                                                         |
| ---------- | ------ | ---------------------------------------------------------------- |
| Pittsburgh | 11     | 1982, 1984, 1986, 1988, 1989, 1990, 1991, 1992, 1993, 1994, 2003 |
| Notre Dame | 9      | 1995, 1996, 1997, 1998, 2000, 2001, 2002, 2004, 2005             |
| Louisville | 5      | 2006, 2008, 2009, 2010, 2012                                     |
| Providence | 3      | 1983, 1985, 1987                                                 |
| Georgetown | 1      | 1999                                                             |
| St. John's | 1      | 2007                                                             |
| Cincinnati | 1      | 2011                                                             |